# Ferdinand Reich
Pour les articles homonymes, voir Reich (homonymie).
Ferdinand Reich né le 19 février 1799, à Bernburg en principauté d'Anhalt-Bernbourg et mort le 27 avril 1882 à Freiberg, sa ville saxonne d'adoption, est un professeur de physique et de chimie théorique à l'école des mines de Freiberg, ainsi qu'un inspecteur des mines du district minier de Freiberg, dans le royaume de Saxe. 

## Renommée
Il figure le plus souvent comme le chimiste allemand qui a codécouvert l'indium en 1863 avec Hieronimus Theodor Richter. Pourtant, chercheur théoricien conscient de ses lacunes au laboratoire, il a appelé le chimiste de terrain Theodor Richter à l'école des mines de Freiberg, le faisant nommer professeur de chimie. 
De plus, grave handicap pour un chimiste de paillasse, le vieux Ferdinand Reich est fortement daltonien et ne peut voir qu'en noir et blanc, c'est pourquoi il faut considérer Theodor Richter en véritablement alter ego et collaborateur scientifique. Il n'y a que Richter qui pouvait observer la réaction et les couleurs qui apparaissaient lorsqu'il testent ensemble des matières. 
Reich et Richter ont publié ensemble la découverte spectrométrique d'un nouvel élément. Richter a fini en 1867 par isoler cet élément chimique indium et l'école des mines saxonne a fini par amasser un petit stock.
Reich a donc participé indéniablement à l'identification et au début de la purification de l'indium, avec son collègue chimiste de l’École des Mines, Theodor Richter. Rappelons que c'est la recherche infructueuse de la raie verte du thallium en analyse spectroscopique à partir d'échantillon de blende de Freiberg ou sulfure de zinc noir qui permet l'identification de ce nouvel élément dévoilant globalement une couleur bleu indigo au test de flamme. Le nom de l'élément « indium », formé en latin sur la couleur indigo, a été retenu par ces chercheurs en raison de deux raies spectrales, une intense de teinte bleu foncé et une autre plus faible de teinte violette. Il est évident que l'appareil spectrométrique a été installé sur l'initiative de Ferdinand Reich, à partir des conseils de Robert Wilhelm Bunsen, son collègue et vieil ami de l'université de Heidelberg, dont il connaissait déjà la famille lors de son séjour à Goettingen.
Il faut rappeler la longue carrière de minéralogiste et de géologue de Ferdinand Reich. Son étude minutieuse des roches basaltiques d'Auvergne lui a permis d'affirmer la nature volcanique des basaltes présents. C'est la première proposition minéralogiquement fondée de l'existence des volcans d'Auvergne.

## Biographie
Après des études scientifiques à l’Université de Leipzig et à l’École des mines de Freiberg sous la direction d'Abraham-Gottlob Werner), il est d'emblée embauché comme assistant aux mines de fer de Freiberg en 1819.
Il effectue par la suite des voyages d'études à l'université de Göttingen en 1822 et à Paris entre 1823 et 1824 pour y compléter ses connaissances ; de retour en Saxe, il est nommé au poste prestigieux d'inspecteur à l’École des mines de Freiberg en 1824. Il est nommé à la tête de la chaire de physique de cette école des mines en 1827 avant de devenir, en complément de son statut d'inspecteur des mines, assesseur à la direction de la métallurgie de Freiberg. 
Il obtient en 1842 d'être nommé professeur de chimie théorique à l'école des mines de Freiberg.
Devenu au terme d'une belle carrière officielle conseiller général des Mines (Oberbergrat) en 1860, le professeur de physique  démissionne de sa chaire l'année suivante, et, fatigué et atteint par la maladie, prend sa retraite en 1866 en laissant sa chaire de chimie théorique. Son domicile du n°20 de la Waisenhausstrasse à Freiberg porte une plaque commémorative.

## Une vie de recherche en physique
Les recherches de Reich embrassent une grande variété de domaines géophysiques et géologiques, de minéralogie et de chimie technique, depuis les mesures de température au fond des grottes des monts Métallifères, jusqu'aux émanations toxiques des minerais en fusion, en passant par le géomagnétisme et la mise en évidence de la rotation de la Terre par des expériences de chute des corps. 
C'est ainsi qu'en 1833, Ferdinand Reich met en évidence la déviation vers l'est d'un corps en chute libre. Pour cela, il laisse tomber des projectiles dans un puits de 158 m de profondeur à Freiberg (Saxe), et observe une déviation de 28 mm vers l'est du point de chute. Cette déviation est conforme aux lois de la mécanique dans un référentiel non inertiel, mises au point par Coriolis en 1835.